# Abbaye de Gudsberga
L’abbaye de Gudsberga est la dernière abbaye cistercienne fondée au Moyen Âge en Suède. Fondée en 1477, elle devient cistercienne en 1486 et prospère assez rapidement sur le plan économique.
Toutefois, elle est mise en difficulté dès le début du XVIe siècle par la Réforme protestante, et est finalement fermée en 1538.

## Histoire

### Fondation
L'abbaye de Gudsberga[pourquoi ?] est fondée en 1477 sous le nom latin de Mons Domini, soit « la montagne du Seigneur ».
Elle est, de loin, la dernière fondée en Suède par l'ordre cistercien. Son intégration dans l'ordre ne remonte en effet qu'à 1486, sous la houlette de l'abbaye d'Alvastra,.

### Développement

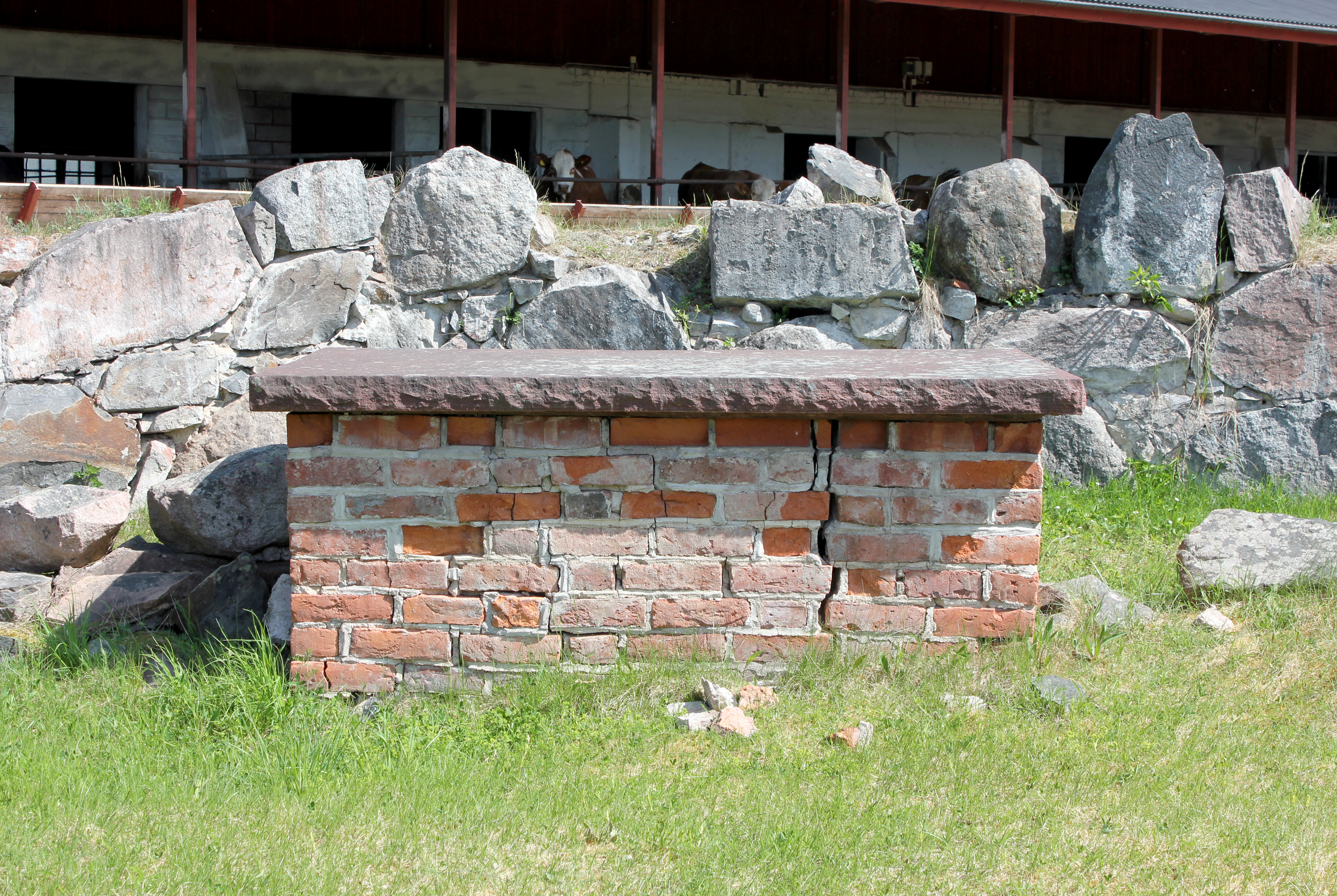
L'autel de l'abbatiale conservé.

Rapidement, la nouvelle abbaye, une des plus septentrionales de tout l'ordre cistercien, accroît sa prospérité économique en prenant part à l'exploitation des mines locales, du moins jusqu'en 1527,.
Une des traces possibles de l'abbaye est un psautier du XVe siècle. Une de ses particularités est d'inclure parmi les saints honorés dans la Liturgie des Heures des saints locaux, notamment Brigitte de Suède, Hélène de Skövde et Sunniva de Selje. Traditionnellement, le rite cistercien répugnait à céder aux particularismes locaux et souhaitait conserver une uniformité la plus rigoureuse possible. Toutefois, en Scandinavie, depuis septembre 1237, une requête des abbés scandinaves de pouvoir célébrer la fête de saint Olaf avait été acceptée par le chapitre général cistercien qui avait fait jurisprudence.

### La Réforme et le devenir de l'abbaye
La Réforme protestante exproprie tous les monastères catholiques de Suède, Gudsberga ne faisant pas exception. Au XVIIe siècle, une usine sidérurgique, ironiquement appelée « le monastère », est établie sur le site.

## L'abbaye
Le monastère est construit en utilisant du calcaire et de la chaux de la carrière de Garpenberg.